# 奧貢帕河
奧貢帕河是尼日利亞的河流，位於該國奧約州，處於伊巴丹東部，河道全長22公里，流域面積73平方公里，該河以河水中浮游動物多樣性而聞名。